# SGI Virtu
SGI Virtu es una línea de productos informáticos de Silicon Graphics dedicada a la visualización, anunciada en abril de 2008. Representa el retorno de Silicon Graphics al mercado de la visualización después de varios años de enfoque en computación de alto rendimiento. 
Las estaciones de trabajo SGI Virtu reemplazaron efectivamente las estaciones de trabajo SGI Fuel, SGI Tezro y SGI Prism que se suspendieron en 2006. 
La gama Virtu consta de una configuración de servidor montado en bastidor (Virtu VN200) y cuatro configuraciones de estación de trabajo (serie Virtu VS). Los últimos son sistemas con nueva identificación de BOXX Technologies, basados en procesadores Intel Xeon o AMD Opteron y chipsets de gráficos Nvidia Quadro, que ejecutan Red Hat Enterprise Linux, SUSE Linux Enterprise Server o Windows Compute Cluster Server.

## SGI Virtu VN200
SGI Virtu VN200 es un nodo de alta densidad instalado en un gabinete montado en bastidor. Se admiten cinco nodos en el gabinete 4U. 
El nodo en sí se basa en una arquitectura bidireccional Intel Xeon 5400 y es compatible con tarjetas gráficas Nvidia Quadro y está diseñado para ser agrupado. 

## SGI Virtu VS
La serie SGI Virtu VS son los modelos de estación de trabajo. Virtu VS100 se basa en una arquitectura Quad Core Intel Xeon bidireccional. Virtu VS200 es una configuración de AMD Opteron bidireccional, Virtu VS300, un AMD Opteron de cuatro vías y Virtu VS350 es una configuración de AMD Opteron de ocho vías. Todos los sistemas aceptan la gama completa de soluciones gráficas Nvidia Quadro Plex y Nvidia Quadro. NVIDIA SLI es compatible. 